# Biblioteka prikljutscheni
Biblioteka prikljutscheni (russisch Библиотека приключений, wiss. Transliteration Biblioteka priključenij; „Abenteuerbibliothek“) ist eine Reihe von Abenteuer- und Fantasy-Büchern für Jugendliche, herausgegeben von Detgis / Детгиз (Staatlicher Kinderverlag des Bildungsministeriums der RSFSR) (Reihe 1) und Detskaja literatura / Детская литература (Reihe 2 und 3). Es war die erste Abonnement-Abenteuerbuchreihe in der UdSSR. Als erste "Abenteuerbibliothek" in der UdSSR haben ihre Bände einen Sammlerwert.
Das Seriendesign wurde von dem Grafiker Sergei Michailowitsch Poscharski entwickelt. Die erste Ausgabe wurde von 1955 bis 1960 veröffentlicht.

## Bände
Die Wiedergabe der Titel orientiert sich in einigen Fällen an vorhandenen deutschen Übersetzungen.

### 1. Reihe (1955 – 1959)
- Band 1. D. Defoe: Die Abenteuer des Robinson Crusoe, 1955.
- Band 2. J. Swift: Gullivers Reisen, 1955.
- Band 3. J. Verne: Die Kinder des Kapitän Grant, 1956.
- Band 4. A. N. Tolstoi: Das Hyperboloid des Ingenieurs Garin. Aelita, 1956.
- Band 5. A. Conan Doyle: Die Memoiren des Sherlock Holmes, 1956.
- Band 6. I. Jefremow: Am Rande der Oikumene[2], Sternenschiffe[3], 1956.
- Band 7. R. Stevenson: Die Schatzinsel, Der Schwarze Pfeil, 1957.
- Band 8. W. Kawerin: Zwei Kapitäne[4], 1957.
- Band 9. L. Boussenard: Les Voleurs de Diamants, 1957.
- Band 10. H. R. Haggard: König Salomos Schatzkammer, Die schöne Margarete[5], 1957.
- Band 11. W. Obrutschew: Plutonien, Das Sannikowland, 1958.
- Band 12. M. Twain: Die Abenteuer des Tom Sawyer, Die Abenteuer des Huckleberry Finn, 1958.
- Band 13. A. Rybakow: Der Marinedolch, Der Bronzeadler, 1958.
- Band 14. G. Aimard: La Main-Ferme, Les Gambucinos, 1958.
- Band 15. W. Scott: Quentin Durward, 1958.
- Band 16. F. Cooper: Der letzte Mohikaner, 1959.
- Band 17. Thomas Mayne Reid: Osceola the Seminole, 1959.
- Band 18. G. Adamow: Das Geheimnis der beiden Ozeane, 1959.
- Band 19. A. Dumas: Die drei Musketiere, 1959.
- Band 20. W. Collins: Der Mondstein, 1959.

### 2. Reihe (1965 – 1970)
- Band 1. Alexander Grin: Das Purpursegel, Wogengleiter[6], Die goldene Kette, 1965.
- Band 2. Alexander Dumas: Ascanio, 1965.
- Band 3. Alexander Kasanzew: Flammende Insel[7], 1966.
- Band 4. Robert Louis Stevenson: Entführt, Catriona, 1966.
- Band 5. Stanislaw Lem: Obłok Magellana, 1966.
- Band 6. Georgi Tuschkan[8]: Menschenjagd im Pamir, 1966.
- Band 7. Edgar Poe: Der Goldkäfer; G. K. Chesterton: Die verdächtigen Schritte, 1967.
- Band 8. Leonid Platow[9] Geheimes Fahrwasser, 1967.
- Band 9. Jules Verne: Die Jangada, Die Schiffbrüchigen der „Jonathan“, 1967.
- Band 10. Leonid Sobolew[10] Der grüne Strahl; Wsewolod Wojewodin[11], Jewgeni Ryss[12]: The Storm, 1967.
- Band 11. Wassili Ardamatski[13]: Response Operation, Nikolai Toman: Die Jagd nach dem Gespenst, 1968.
- Band 12. Georges Simenon: Der erste Fall des Maigret, 1968.
- Band 13. H. G. Wells: Die ersten Menschen auf dem Mond, Die Riesen kommen!, 1968.
- Band 14. A. Conan Doyle: Eine Studie in Scharlachrot, 1968.
- Band 15. Georgi Brjanzew[14]: Das Ende des Hornissennestes; Dmitri Medwedew: Es war bei Riwne, 1968.
- Band 16. Arthur C. Clarke: Im Mondstaub versunken; Isaac Asimov: Ich, der Robot, Die Stahlhöhlen, 1969.
- Band 17. A. und B. Strugazki: Land der karminroten Wolken; A. Dneprow: Lehmgott, 1969.
- Band 18. Rafael Sabatini: Die Odyssee des Captain Blood, Die Chronik des Captain Blood, 1969.
- Band 19. Iwan Jefremow: Das Herz der Schlange, 1970.
- Band 20. Henry Rider Haggard: The Lady of Blossholme; James Curwood: In the Wilds of the North, 1970.

### 3. Reihe (1981 – 1985)
In den 1980er Jahren erschien ein Nachdruck der 1. Reihe.